# God Willin' & the Creek Don't Rise
God Willin' & the Creek Don't Rise is het vierde studioalbum van Ray LaMontagne en het eerste waarbij zijn begeleidingsband, genaamd The Pariah Dogs, als aparte groep vermeld wordt op de albumhoes. LaMontagne trad al langer met deze groep op. Het album werd op 17 augustus 2010 uitgebracht door RCA Records.
Het is de eerste plaat die LaMontagne helemaal zelf produceert. Bij de vorige platen was Ethan Johns verantwoordelijk voor de productie. De muziek werd in twee weken tijd opgenomen bij LaMontagne thuis, in de bossen van Massachusetts. Vergeleken met de vorige albums van LaMontagne zijn op dit album meer invloeden te horen uit de folk, folkrock en countryrock.

## Composities
Alle nummers zijn geschreven en gecomponeerd door LaMontagne.
1. "Repo Man" - 6:08
2. "New York City's Killing Me" - 4:13
3. "God Willin' & the Creek Don't Rise" - 3:10
4. "Beg Steal or Borrow" - 4:32
5. "Are We Really Through" - 4:59
6. "This Love is Over" - 3:30
7. "Old Before Your Time" - 4:04
8. "For the Summer" - 3:52
9. "Like Rock & Roll and Radio" - 6:05
10. "Devil's in the Jukebox" - 3:59

## Musici
Aan het album werkten de volgende muzikanten mee:
- Jennifer Condos - basgitaar
- Jay Bellerose - drums
- Eric Heywood - gitaar
- Greg Leisz - gitaar, banjo
- Patrick Warren - keyboard
- Ray LaMontagne - zang, gitaar, mondharmonica